# Akidolestes
Akidolestes cifellii – wymarły ssak żyjący we wczesnej kredzie, 124,6 milionów lat temu na terenie współczesnych Chin.